# Світська розмова

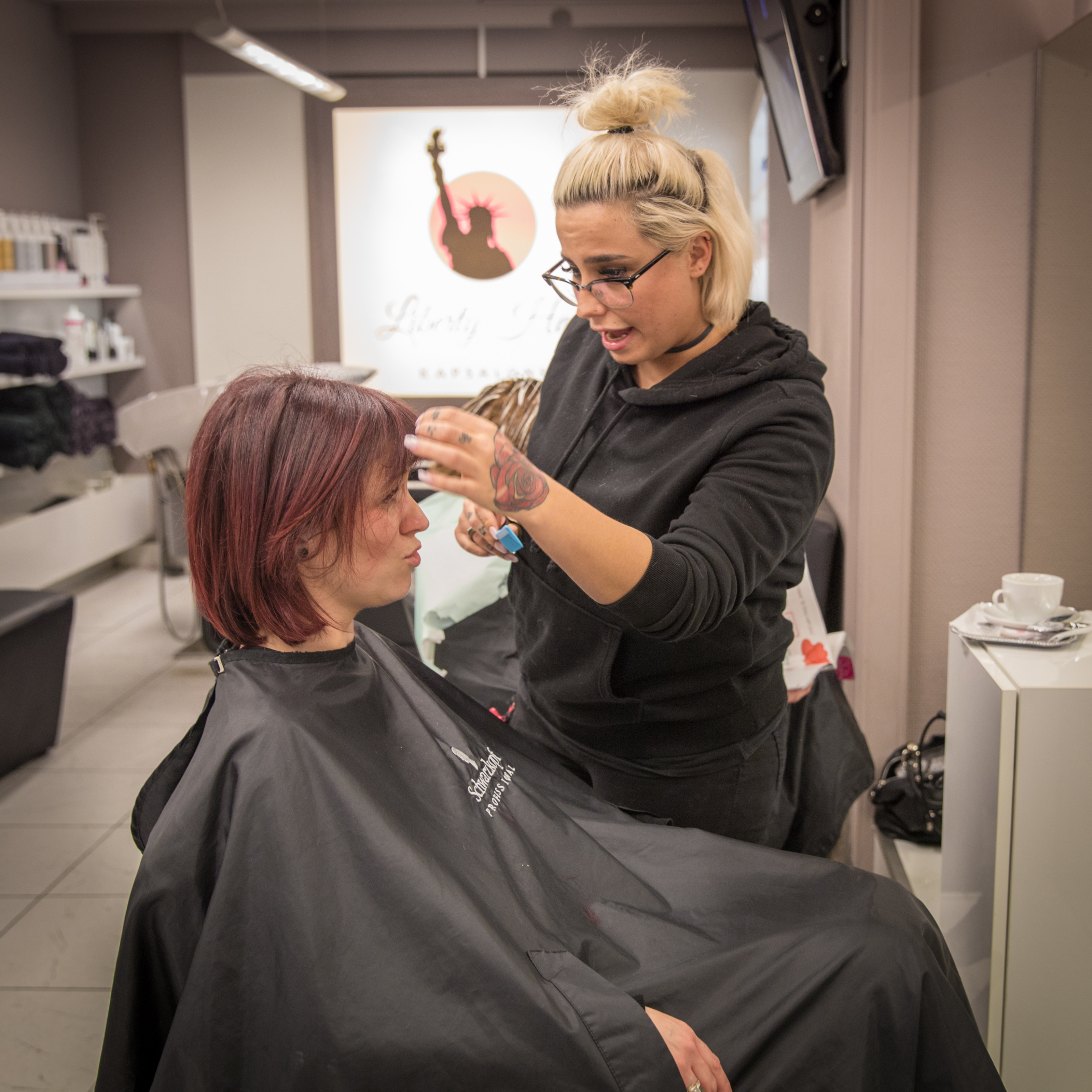
Перукарні — це місце, де зазвичай можна почути маленьку бесіду.

Світська бесіда або невелика розмова — це неофіційний тип дискурсу на загальні теми, що не вимагає обговорення проблем, які вимагають вирішення. Іноді може нести не логічну структуру. Загалом це ввічлива розмова про неважливі речі.
Явище світської розмови вперше описав 1923 року Броніслав Маліновський у своєму нарисі «Проблема значень в первісних мовах», який ввів термін «фатична комунікація» для його опису. Уміння вести невеликі бесіди — це соціальна майстерність, отже, невеликі розмови — це певний тип соціального спілкування.

## Мета
Незважаючи на те, що на перший погляд світська бесіда не несе користі, це ритуал знайомства та стратегія управління міжособистісною дистанцією. Він виконує багато функцій, допомагаючи встановити стосунки між друзями, колегами та новими знайомими. Зокрема, допомагає новим знайомим вивчити та класифікувати соціальне становище одне одного.

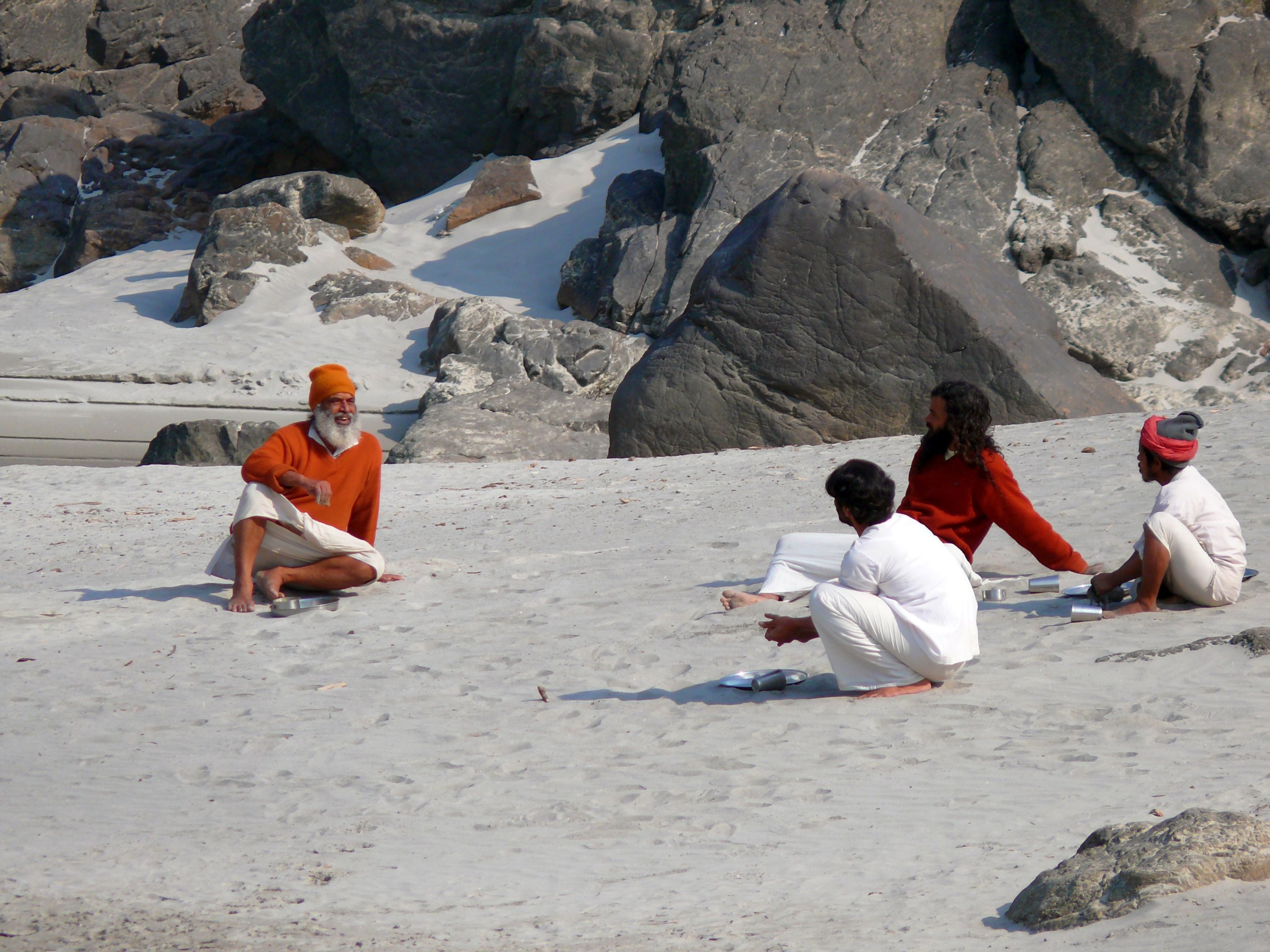
Невелика розмова на березі річки Ганг, Рішікеш.

Невеликі розмови тісно пов'язані з потребою людей підтримувати власний образ та бачити схвалення від співрозмовника. Є кілька причин, чому виникає проста чи світська бесіда:
1. Початок розмови: співрозмовники можуть не знати одне одного, тож така розмова дозволяє показати, що вони мають доброзичливі наміри та бажають взаємодії. Під час ділової зустрічі така бесіда дає змогу визначити репутацію та рівень знань співрозмовника. Якщо співрозмовники вже знайомі, така бесіда є початком до більш серйозної бесіди й дозволяє їм показати власний настрій та зрозуміти настрій іншої людини.
2. Закінчення розмови: раптове закінчення розмови обмін може образити співрозмовника. Невелика розмова може допомогти завершити велику бесіду.
3. Заповнення тиші: у багатьох культурах пауза в бесіді вважається незручною. Напруження у паузах дозволяє зменшити мала бесіда доти, поки не з'явиться більш істотна тема. Зазвичай люди вважають тривалу тишу незручною, а іноді й нестерпною. Це може бути пов'язано з еволюційною історією людини як соціального виду, як і у багатьох інших соціальних істот, мовчання є комунікативною ознакою потенційної небезпеки.[9]

У деяких розмовах взагалі немає конкретного функціонального чи інформаційного елемента. Наступний приклад невеликої розмови між двома колегами, які зустрілися в офісі:
Анатолій: Доброго ранку, Олексію.
Олексій: Привіт, Анатолію, як справи?
Анатолій: Чудово, дякую. Гарних вихідних.
Олексій: Дякую. Побачимося пізніше.
Анатолій: Добре, побачимося.
У цьому прикладі елементи фатичної розмови на початку та в кінці розмови злилися. Вся коротка розмова — це заповнення тиші. Цей тип бесіди часто називають порожньою балаканиною.

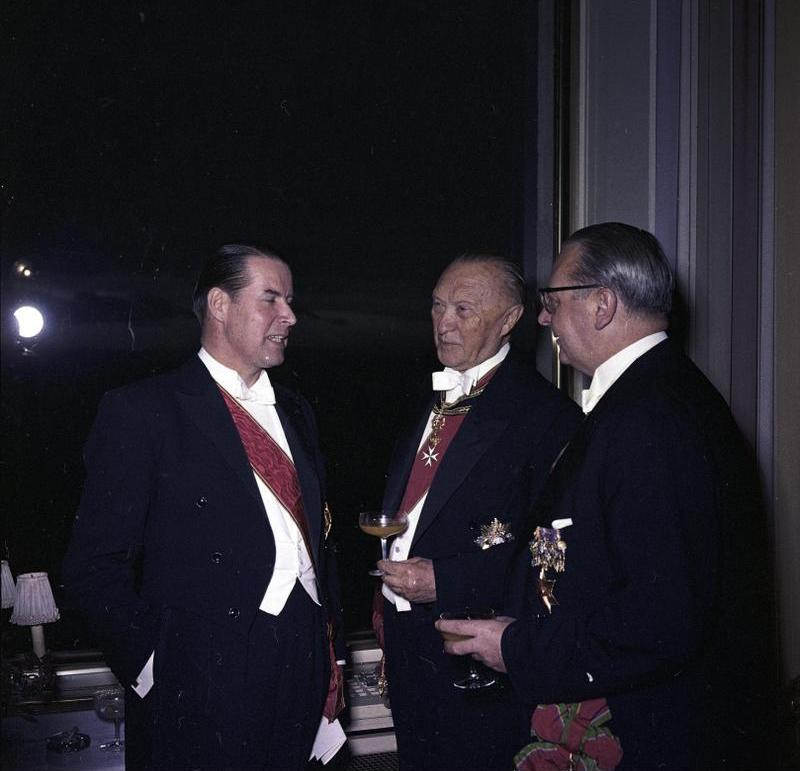
Герхард Шредер, Конрад Аденауер і Генріх фон Брентано підтримують невелику розмову на державному прийомі.

Необхідність використовувати невеликі розмови залежить від характеру стосунків між людьми, які ведуть бесіду. Пари в інтимних стосунках можуть сигналізувати про рівень близькості через відсутність невеликих розмов. Вони можуть із задоволенням проводити час в тиші, що було б незручним для людей, які є лише випадковими знайомими.
В офісах невеликі розмови зазвичай відбуваються між працівниками одного соціального рівня, також між керівниками й робочим персоналом — як спосіб розвитку робочих відносин. Начальники, що просять працівників працювати понаднормово, можуть спробувати мотивувати їх, використовуючи невеликі розмови, щоб тимчасово зменшити різницю в статусі.
Баланс між функціональною розмовою та невеликими розмовами на робочому місці залежить від контексту, а також соціального статусу співрозмовників. Зазвичай начальник і визначає тему розмови, бо має можливість завершити її й «перейти до роботи».

## Теми
Теми невеликих розмов як правило менш важливі, ніж їхня соціальна функція. Вибрана тема зазвичай залежить від стосунків між людьми та обставин розмови. Той, хто починає таку розмову, вибирає тему, беручи до уваги загальні питання, щоб розмова не стала занадто однобічною.

## Статеві відмінності
Мовленнєві моделі між жінками, як правило, є більш спільними, ніж у чоловіків, і зазвичай підтримують розмову. Теми для невеликих розмов включають компліменти щодо зовнішності. Наприклад, «ця сукня дуже тобі личить». Невеликі розмови між жінками, які є друзями, можуть передбачати більшу ступінь відвертості. Теми можуть охоплювати більше особистих аспектів їхнього життя, проблем та секретів. Ця відвертість породжує тісніший зв'язок між співрозмовниками.
Невеликі розмови у чоловіків зазвичай є більш суперечливими.

## Культурні відмінності
Американці або українці як правило, легко ведуть бесіду з незнайомцями, але в деяких інших культурах ці розмови можна відзначити як гаяння часу.
Крім того, правила невеликих розмов та теми можуть сильно відрізнятися залежно від культури. Погода є поширеною темою в регіонах, де вона може бути непередбачуваною. Питання про сім'ю звичайні в деяких азійських та арабських країнах. У Китаї та Японії невеликі розмови між новими знайомими можуть мати питання, що дозволяють зрозуміти соціальний статус одне одного.
У багатьох Європейських культурах часто обговорюють погоду, політику чи економіку, хоча іноді питання особистих фінансів (таких як зарплатня), є забороненими.